# Distretti dell'Irlanda del Nord
L'Irlanda del Nord è suddivisa in 11 distretti. L'attuale suddivisione 2º livello è entrata in vigore nell'aprile 2015 in seguito ad un processo di riforma cominciato nel 2005.
|    | Distretto                     | Tipo     | Popolazione |
| -- | ----------------------------- | -------- | ----------- |
| 1  | Belfast                       | City     | 336 830     |
| 2  | Ards e North Down             | Borough  | 157 931     |
| 3  | Antrim e Newtownabbey         | Borough  | 139 966     |
| 4  | Lisburn e Castlereagh         | District | 138 627     |
| 5  | Newry, Mourne e Down          | District | 175 403     |
| 6  | Armagh, Banbridge e Craigavon | District | 205 711     |
| 7  | Mid e East Antrim             | District | 136 642     |
| 8  | Causeway Coast e Glens        | District | 142 303     |
| 9  | Mid-Ulster                    | District | 142 895     |
| 10 | Derry e Strabane              | District | 149 198     |
| 11 | Fermanagh e Omagh             | District | 114 992     |

## Suddivisione amministrativa dal 1973 al 2015

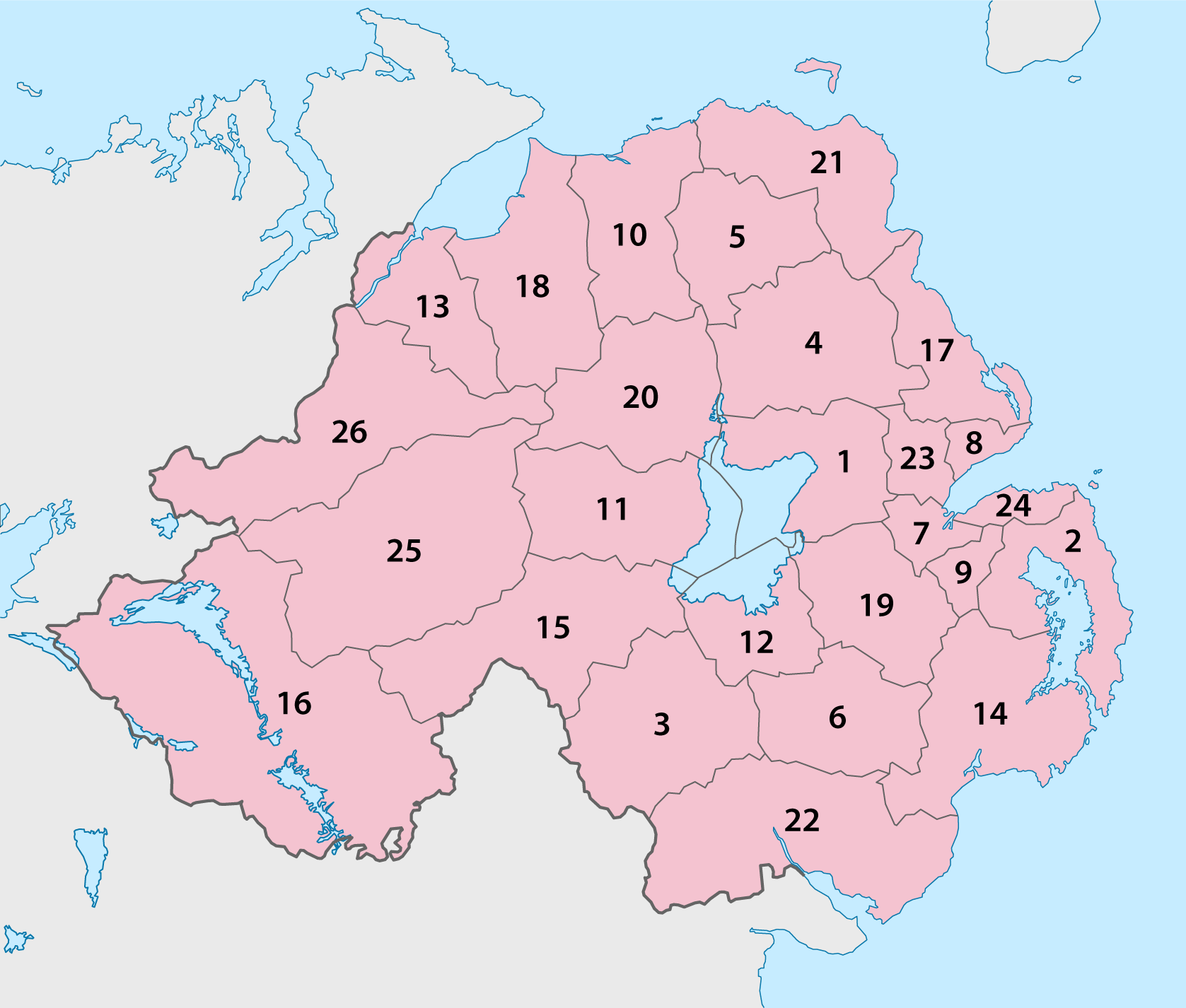
Distretti dell'Irlanda del Nord

| #      | Nome                     | Tipo              | Popolazione (2008) | Superficie (km²) | Densità (ab./km²) |
| ------ | ------------------------ | ----------------- | ------------------ | ---------------- | ----------------- |
| 1      | Antrim                   | Borough           | 53 200             | 577              | 92                |
| 2      | Ards                     | Borough           | 77 600             | 376              | 206               |
| 3      | Armagh                   | City and District | 58 200             | 671              | 87                |
| 4      | Ballymena                | Borough           | 62 700             | 632              | 99                |
| 5      | Ballymoney               | Borough           | 30 100             | 418              | 72                |
| 6      | Banbridge                | District          | 47 000             | 453              | 104               |
| 7      | Belfast                  | City              | 268 300            | 115              | 2 333             |
| 8      | Carrickfergus            | Borough           | 40 000             | 82               | 488               |
| 9      | Castlereagh              | Borough           | 66 200             | 85               | 779               |
| 10     | Coleraine                | Borough           | 57 000             | 486              | 117               |
| 11     | Cookstown                | District          | 35 900             | 622              | 58                |
| 12     | Craigavon                | Borough           | 90 800             | 378              | 240               |
| 13     | Derry                    | City              | 109 100            | 387              | 282               |
| 14     | Down                     | District          | 69 800             | 647              | 108               |
| 15     | Dungannon e South Tyrone | Borough           | 55 400             | 784              | 71                |
| 16     | Fermanagh                | District          | 62 000             | 1 876            | 33                |
| 17     | Larne                    | Borough           | 31 300             | 336              | 93                |
| 18     | Limavady                 | Borough           | 34 100             | 586              | 58                |
| 19     | Lisburn                  | City              | 114 800            | 447              | 257               |
| 20     | Magherafelt              | District          | 43 800             | 573              | 76                |
| 21     | Moyle                    | District          | 16 900             | 480              | 35                |
| 22     | Newry e Mourne           | City and Borough  | 97 300             | 902              | 108               |
| 23     | Newtownabbey             | Borough           | 82 700             | 151              | 548               |
| 24     | North Down               | Borough           | 78 900             | 81               | 974               |
| 25     | Omagh                    | District          | 52 100             | 1 130            | 46                |
| 26     | Strabane                 | District          | 39 600             | 862              | 46                |
| Totale | Totale                   | Totale            | 1 774 800          | 14 137           | 126               |